# Diósd
Diósd là một thị trấn thuộc hạt Pest, Hungary. Thị trấn này có diện tích 5,75 km², dân số năm 2010 là 9053 người, mật độ 1574 người/km².